# غارنيت الإتريوم والألومنيوم

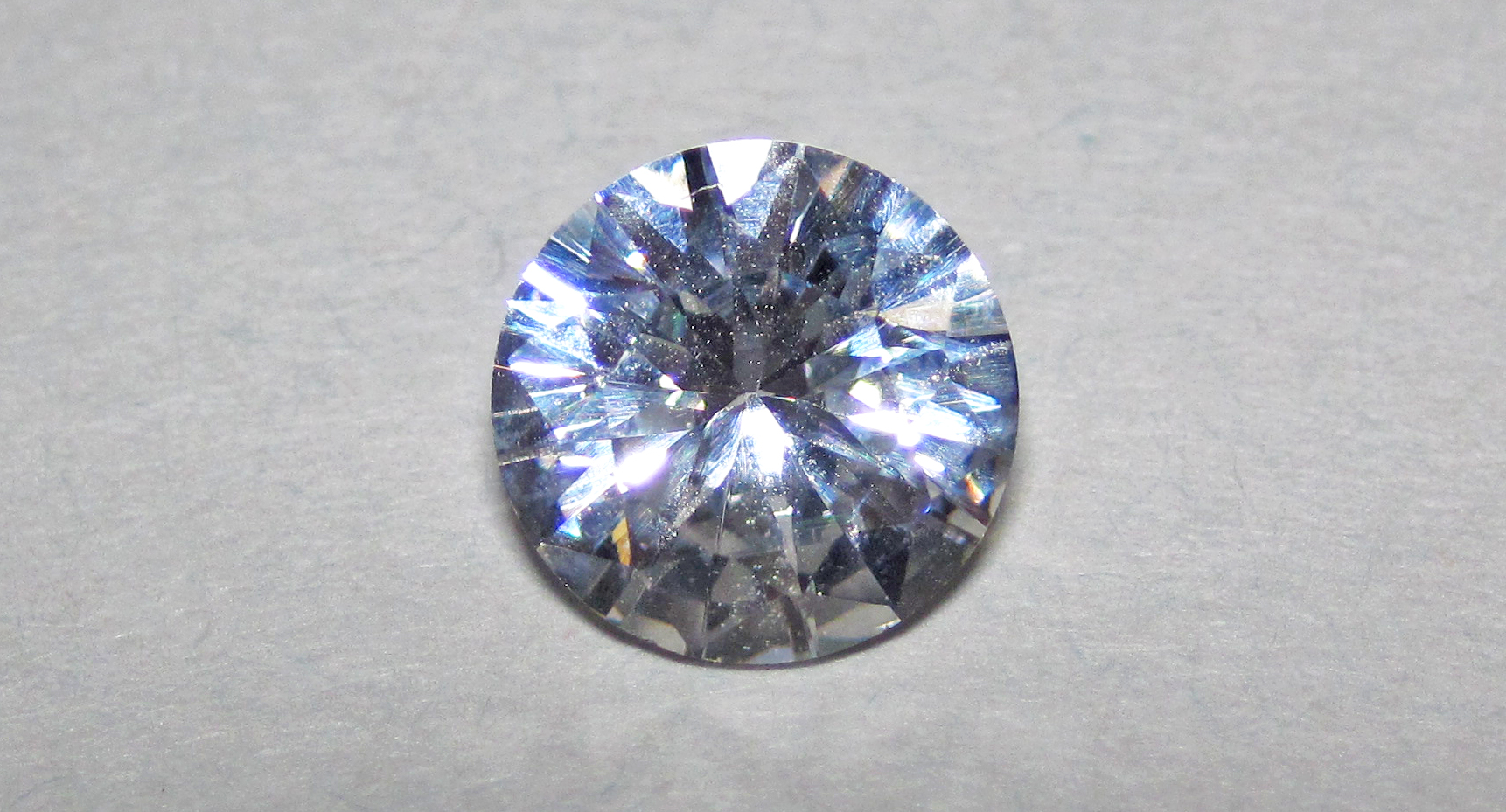
غارنيت الإتريوم والألومنيوم

غارنيت الإتريوم والألومنيوم (يرمز له اختصاراً YAG) هو غارنيت اصطناعي له الصيغة الكيميائية Y3Al5O12.

## الخواص
لهذه المادة خواص بصرية مميزة؛ وكذلك خواص هندسية مميزة من حيث انخفاض قيمة الإجهاد الداخلي، والصلادة المرتفعة، والمقاومة المرتفعة للحرارة ولأثر الكيماويات.

## الاستخدامات
تستخدم البلورات المفردة من غارنيت الإتريوم والألومنيوم في توليد ليزر الحالة الصلبة، وخاصة عندما تكون مشوبة بالنيوديميوم من أجل الحصول على ليزر Nd:YAG.
كما تستخدم بلوراته في تركيب المواد الفوسفورية في الثنائيات الباعثة للضوء (LED) الأبيض.